# Sinostrangalis basiplicatus
Sinostrangalis basiplicatus är en skalbaggsart som först beskrevs av Leon Fairmaire 1889.  Sinostrangalis basiplicatus ingår i släktet Sinostrangalis och familjen långhorningar. Inga underarter finns listade i Catalogue of Life.